# E603
E603 eller Europaväg 603 är en europaväg som går mellan Saintes och Limoges i Frankrike. Längd 180 km.

## Sträckning
Saintes - Angoulême - Limoges

## Standard
Vägen är landsväg hela sträckan. 

## Anslutningar till andra europavägar
- E602
- E5
- E9